# Салес, Даниэл
Даниэ́л дос Са́нтос Са́лес (порт.-браз. Daniel dos Santos Sales; род. 23 июня 2006, Жасиара, Мату-Гросу) — бразильский футболист, защитник клуба «Фламенго».

## Клубная карьера
Салес — воспитанник клуба «Фламенго». 22 сентября 2024 года в матче против «Гремио» он дебютировал в бразильской Серии A.

## Достижения
Клубные
 «Фламенго»
- Победитель Лиги Кариока — 2025